# ダニエル・ラザフォード
ダニエル・ラザフォード（英: Daniel Rutherford, 1749年11月3日 - 1819年11月15日）は、スコットランドの化学者・植物学者。窒素を1772年に発見したことで知られる。

## 生涯
エディンバラに生まれ、エディンバラ大学でウィリアム・カレンやジョセフ・ブラックに学んだ。父ジョン・ラザフォード（1695年 - 1779年）はエディンバラ大学の医学部教授である。在学中の1772年、窒素を発見し、1778年には酸素（彼はこれをvital air「生命の空気」と呼んだ）を記述した。
1786年、ジョン・ホープ（1725年-86年）の死を受けて、エディンバラ大学生物学講座の教授および植物園長に就任し、生涯その任にあたった。
ちなみに、ウォルター・スコットは甥にあたる。

## 窒素の発見
スコットランドの物理学者ジョゼフ・ブラックは、二酸化炭素の性質を研究する途上で、二酸化炭素中ではろうそくが燃えないことを発見した。密閉された入れ物の中でろうそくを燃やすと、炎はやがて消え、残った気体は燃焼しない。このこと自体はすでに知られていたが、入れ物の中に残った気体から二酸化炭素を吸収しても、まだ不燃性の気体が残っていた。
ブラックは当時自分のもとで研究をしていたダニエル・ラザフォードにこの問題を与えた。ラザフォードはまず、密閉した箱の中で、ハツカネズミが死ぬまで飼育した。次に箱の中でろうそくを燃え尽きるまで燃焼させ、さらに燐を燃え尽きるまで燃焼させた。その後、残った気体を二酸化炭素を吸収する溶液に通したところ、得られた気体は燃焼せず、またその中でハツカネズミは生きることができなかった。
ラザフォードはこの気体を「有毒な空気」（noxious air）、また「フロギストン化した空気」（phlogisticated air）と名付けた。今日、英語ではこれをナイトロジェン（nitrogen）、窒素と呼んでいる。
ラザフォードは1772年にこの実験結果を発表した。ブラックとラザフォードはフロギストン説を信じていたので、この理論にのっとって結果を説明した。彼らの説によれば、ハツカネズミが呼吸をし、燃焼がおこると、二酸化炭素とともにフロギストンが空気中に放出される。その後、二酸化炭素を取り除くと、空気中には飽和状態のフロギストンが残る。そしてこれがこの気体中で物質が燃焼しない理由となる。ラザフォードはまた、生物は呼吸とともにフロギストンを排出しており、フロギストンが飽和状態では呼吸ができずに死亡すると考えた。